# Білорусько-польська стіна
Польсько-білоруська стіна — мур на кордоні Польщі та Білорусі, побудована в 2022 році польською владою для запобігання нелегельній міграції зі сходу.

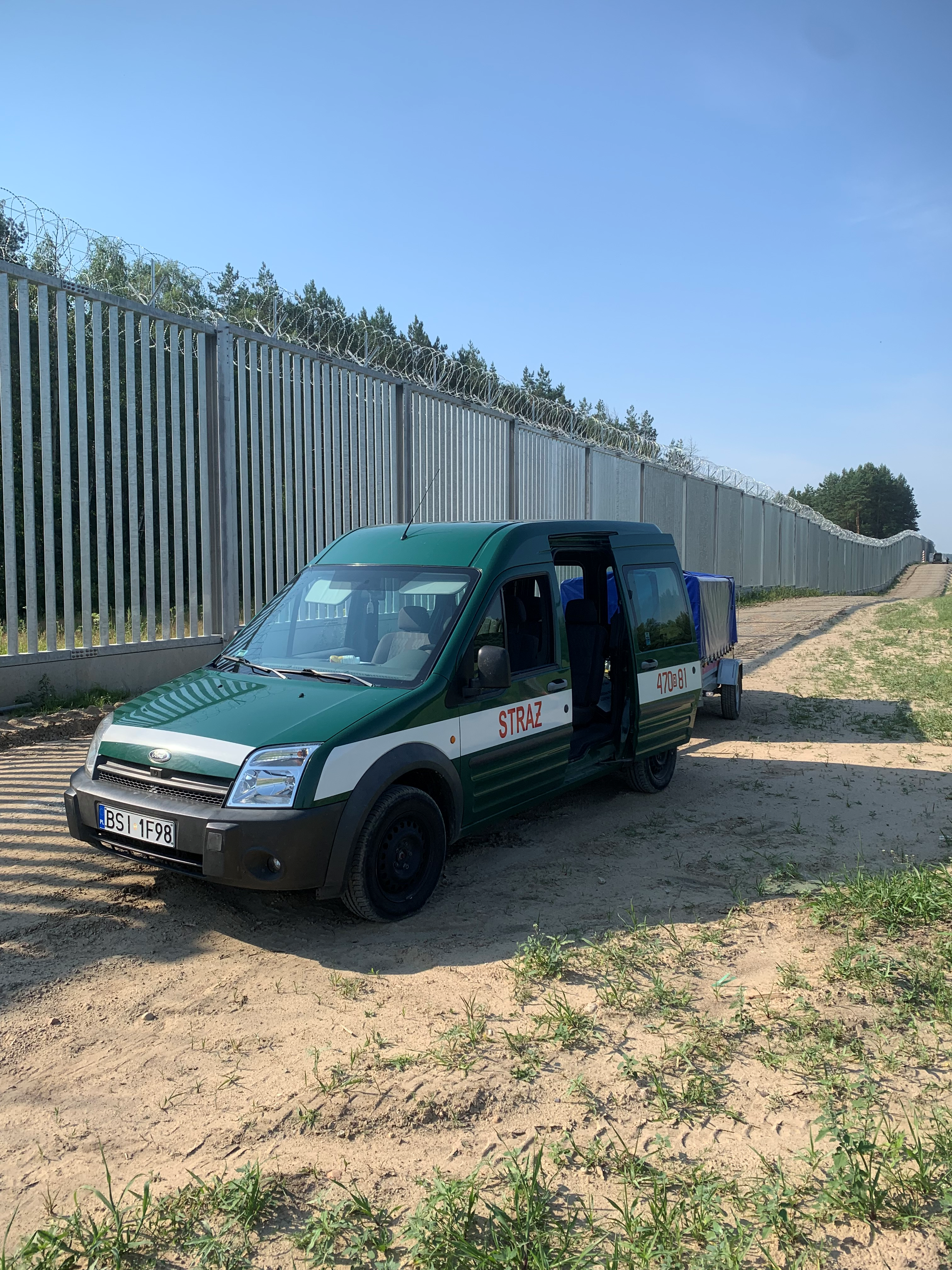

## Історія
Приводом для зведення огорожі на кордоні Польщі та Білорусії стала міграційна криза, що виникла навесні 2021 року. З літа 2021 року різко зросла кількість спроб нелегально перетнути кордон Білорусії з Литвою, Латвією та Польщею мігрантами, які прибули з країн Близького Сходу та Африки. У період з 2 вересня по 30 листопада 2021 року в 183 населених пунктах Підляського і Люблінського воєводств, прилеглих до кордону з Білорусією, діяло надзвичайний стан.
29 жовтня 2021 року Сейм Польщі терміново прийняв закон про будівництво стіни вздовж державного кордону з Білоруссю, який розглядається в терміновому порядку, який після підписання президентом Анджеєм Дудою 4 листопада набув чинності . Будівництво споруди було оцінено в 1 мільярд 615 мільйонів злотих (понад 400 мільйонів доларів).
17 серпня 2023 року Сейм підтримав пропозицію Ради міністрів щодо проведення 15 жовтня загальнонаціонального референдуму щодо «справ, що мають особливе значення для держави». Одним з питань буде підтримка ліквідації прикордонного муру.

## Будівництво
4 січня 2022 року заступник глави МВС Польщі Мачей Вонсік оголосив про те, що прикордонна служба країни підписала договори з підрядниками про будівництво сталевої стіни з колючим дротом на кордоні з Білорусією. Загальна її довжина повинна становити 186 кілометрів з облаштуванням 22 хвірток для проходу тварин .
24 січня прес-секретар польської прикордонної охорони Анна Михальська заявила журналістам про готовність до початку будівництва стіни з 25 січня .
Зведення загородження було закінчено 30 червня 2022 року, про що в мікроблозі Twitter повідомив міністр внутрішніх справ країни Маріуш Каміньский.